# NextCAC 70
CAC Next 70 était un indice boursier d'Euronext utilisant 70 supports issues des bourses de Paris, Amsterdam, Bruxelles et Lisbonne. L'indice a été créé le 31 décembre 2002 et à côté jusqu'au 30 septembre 2010.

## Composition
| - ABN AMRO - Accor - Aegon - AGF - Ahold Kon - Air liquide - AkzoNobel - Alcatel - Arcelor - ASML - Atos Origin - Axa - Banco Comercial Português - Belgacom - BNP Paribas - Bouygues - Capgemini - Carrefour - Groupe Casino - Crédit agricole - Danone - Delhaize - Dexia - DSM | - EADS - EDP - Electrabel - Elsevier - Essilor - Fortis - France Télécom - Heineken - InBev - ING - KBC - Royal KPN - L'Oréal - Lafarge - Lagardère - LVMH - Michelin - Numico - Portugal Telecom - Pernod-Ricard - Peugeot - Philips - Pinault-Printemps-Redoute - Publicis Groupe | - Renault - Royal Dutch - Saint-Gobain - Sanofi-Aventis - Schneider Electric - Société générale - Sodexho Alliance - STMicroelectronics - Suez - Technip - TF1 - Thales - Thomson - TNT - Total - Unibail - Unilever - Veolia Environnement - Vinci - Vivendi Universal - VNU - Wolters Kluwer |